# Argo Records (etichetta discografica statunitense)
La Argo Records era un'etichetta discografica statunitense specializzata nella pubblicazione di musica jazz.

## Storia
La Marterry venne fondata a Chicago nel 1955, ed era una divisione della Chess Records. Dopo soltanto due mesi dalla sua fondazione, in seguito alle proteste del bandleader Ralph Marterie, che deteneva un'etichetta dal nome simile, l'etichetta cambiò nome in Argo Records.
La Argo iniziò a pubblicare album jazz nel 1955, e nel corso dei decenni scritturò alcuni nomi di rilievo come Gene Ammons, Kenny Burrell, Barry Harris, Illinois Jacquet, Ahmad Jamal, Ramsey Lewis, James Moody, Max Roach, Red Rodney e Ira Sullivan.
La Argo pubblicò anche dischi pop, blues e calypso. Il primo grande successo lanciato dall'etichetta fu la canzone Ain't Got No Home (1956) di Clarence "Frogman" Henry. Tra gli artisti rhythm and blues che, negli anni sessanta, lavoravano per l'etichetta vi erano Etta James e i Dells.
Nel 1965 la Argo cambiò nome in Cadet Records quando la società scoprì che esisteva già un'omonima etichetta britannica. Il catalogo della Argo, dell'etichetta omonima, e della Chess era di proprietà dello Universal Music Group.
Molti master di proprietà della Argo e di numerose altre etichette vennero distrutti a causa dello storico incendio agli Universal Studios del 2008.